# Maspujols
Maspujols és un municipi de la comarca del Baix Camp.
| Entitat de població | Habitants (2023) |
| Maspujols           | 788              |
| Rocabruna           | 68               |
| Font: Idescat       |                  |

## Símbols
L'escut oficial de Maspujols té el següent blasonament: Escut caironat: d'or, un mont de sable movent de la punta, somat d'un mas d'atzur obert. Per timbre una corona mural de poble. Va ser aprovat el 29 d'octubre del 1997. Escut parlant referit al nom del poble: s'hi veu un mas damunt d'un pujol.

## Geografia
- Llista de topònims de Maspujols (Orografia: muntanyes, serres, collades, indrets..; hidrografia: rius, fonts...; edificis: cases, masies, esglésies, etc).

Maspujols es troba al peu de la serra de la Mussara, i a la ribera de la Riera de Maspujols, just a la confluència d'aquesta amb la Riera Solviana o del Solvià. El seu terme municipal, de 3,4 quilòmetres quadrats, és el més petit del Baix Camp. El poble comunica per una carretera local amb la nacional que uneix Reus amb Falset i Móra, que després continua cap a l'Aleixar i Vilaplana. El ferrocarril de Reus a Móra la Nova passa pel sud del terme, però no hi té cap estació. Com que és un terreny bàsicament pla, quasi el 75% del seu territori es pot dedicar a l'agricultura.
El punt més alt del terme municipal és el turó de Rocabruna, conegut popularment com La Feredat (542 m).

## Història
El municipi apareix citat per primera vegada en un document mitjançant el qual el 1172 el rei Alfons el Cast feia donació a Berenguer d'Oms d'una zona coneguda com a Rocabruna. Allà va ser on més endavant es va iniciar el nucli de Maspujols. En 1303 apareix esmentada una masia, Cal Pujol, pertanyent al terme municipal de l'Aleixar. Va formar part del comtat de Prades des de la seva creació el 1324.
Va aconseguir la independència administrativa de l'Aleixar el 1625 gràcies a una sentència dels ducs de Cardona, hereus dels comtes de Prades.
El 1720 es va produir dins del terme de Maspujols un enfrontament armat entre les tropes borbòniques i alguns voluntaris botiflers i els guerrillers comandats pel Carrasclet. La batalla va ser guanyada per les tropes reials que, després de la victòria, van saquejar el poble.
El 1811 es va produir un nou saqueig, aquesta vegada per part de les tropes napoleòniques a les ordres del general MacDonald. Durant la Primera guerra carlina, Josep de Grau, fill de Manuel de Grau i propietari de Cal Pujol, va aixecar en armes tots els seus jornalers a favor del Pretendent. Acabada la guerra es dedicà a fabricar aiguardent, l'Acqua Pujolis, que es venia embotellat. Durant el Trienni liberal el poble es decantà pels absolutistes, cosa que provocà que el juliol de 1822 els liberals reusencs hi fessin una batuda. Durant el Sexenni revolucionari Maspujols es posà al costat dels republicans federals en totes les eleccions, però el 1872 s'alçaren partides carlines al poble.

## Cultura
L'església parroquial, de línies elegants, està dedicada a Santa Maria. Tant la portalada com el campanar són d'estil barroc. Segons la tradició, temps enrere, degut a la petitesa del terme municipal, l'altar major estava situat al terme de l'Aleixar.

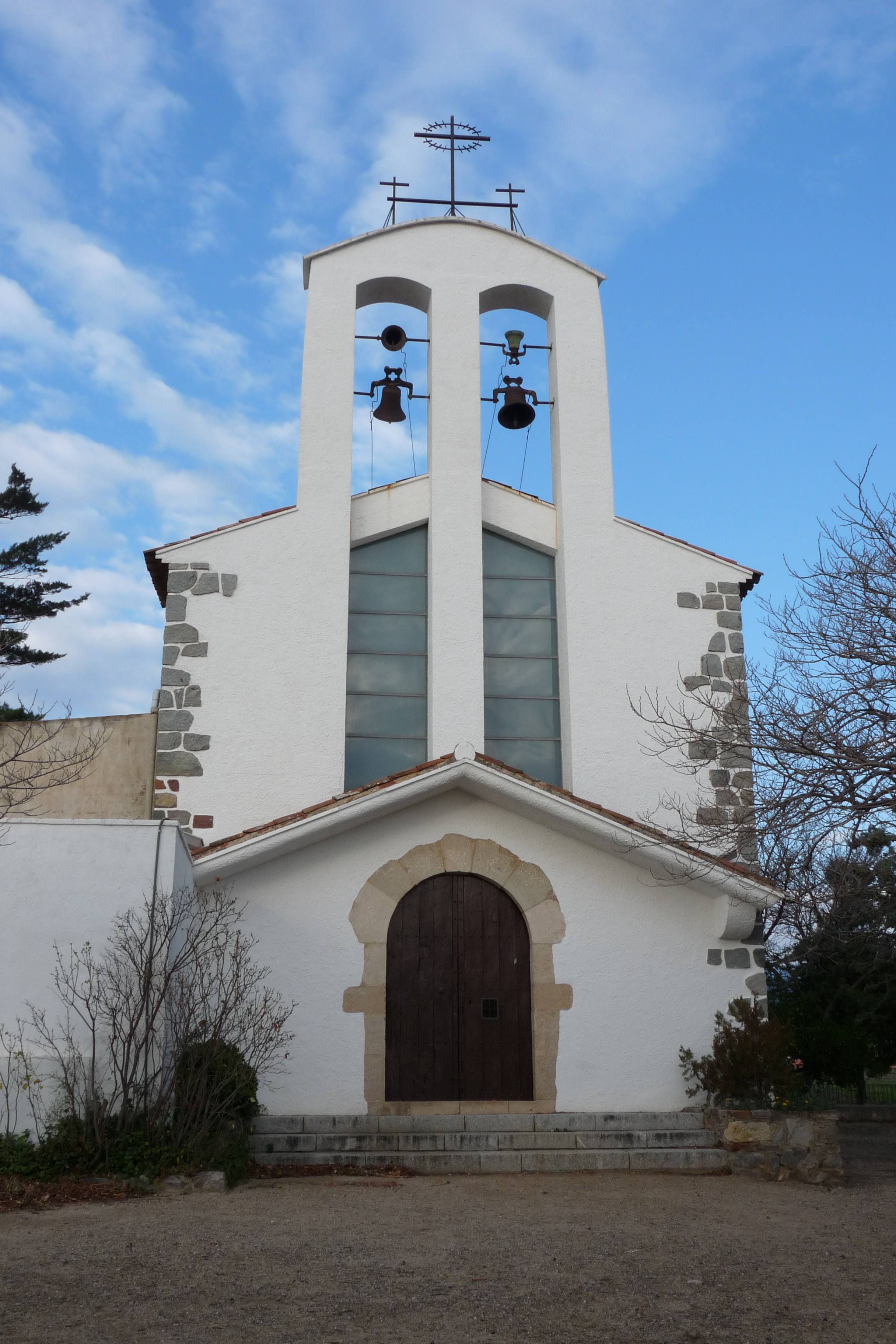
L'ermita de Sant Antoni

Als afores del poble es troba una ermita dedicada a Sant Antoni. És del segle xviii i va ser restaurada per complet el 1963. Es creu que posseïa una torre, però no ha quedat cap vestigi que ho demostri.
Maspujols celebra la seva festa major el dia 15 d'agost.

## Economia
La principal activitat econòmica és l'agricultura de secà. Destaquen els cultius d'avellaners i oliveres. L'oli produït a Maspujols s'emmarca dins la D.O. Siurana.
També hi ha zones destinades al regadiu que han anat ampliant-se gràcies a la construcció del pantà de Riudecanyes. Compta amb una cooperativa agrícola des de 1906.

## Demografia
| 1497 f | 1515 f | 1553 f | 1717 | 1787 | 1857 | 1877 | 1887 | 1900 | 1910 |
| ------ | ------ | ------ | ---- | ---- | ---- | ---- | ---- | ---- | ---- |
| 8      | -      | -      | 200  | 583  | 652  | 625  | 629  | 629  | 557  |

| 1920 | 1930 | 1940 | 1950 | 1960 | 1970 | 1981 | 1990 | 1992 | 1994 |
| ---- | ---- | ---- | ---- | ---- | ---- | ---- | ---- | ---- | ---- |
| 595  | 530  | 513  | 466  | 481  | 490  | 407  | 384  | 374  | 374  |

| 1996 | 1998 | 2000 | 2002 | 2004 | 2006 | 2008 | 2010 | 2012 | 2014 |
| ---- | ---- | ---- | ---- | ---- | ---- | ---- | ---- | ---- | ---- |
| 414  | 451  | 464  | 498  | 513  | 529  | 565  | 710  | 750  | 782  |

| 2016 | 2018 | 2020 | 2022 | 2024 | 2026 | 2028 | 2030 | 2032 | 2034 |
| ---- | ---- | ---- | ---- | ---- | ---- | ---- | ---- | ---- | ---- |
| 774  | 799  | 823  | 859  | 889  | -    | -    | -    | -    | -    |

## Personatges i fills il·lustres
Entre els personatges maspujolencs destaca Higini Anglès i Pàmies, musicòleg i capellà. També era fill del poble el conegut guerriller carlí Josep Maria Barenys, lloctinent del general Francesch.
Maspujols ha estat freqüentat per pintors de ressò internacional com Joaquim Mir o Ceferí Olivé. Del primer, en destaca el quadre Poble escalonat, exposat al Museu Nacional d'Art de Catalunya. També pintors com Ferré Revascall s'han inspirat en els paisatges maspujolencs per als seus quadres.